# Jérémie Bréchet
Jérémie Bréchet (Lyon, 1979. augusztus 14. –) francia válogatott labdarúgó, aki jelenleg a Gazélec Ajaccio játékosa. Tagja volt a 2001-es konföderációs kupán aranyérmet szerző válogatottnak.

## Sikerei, díjai

### Klub
- Lyon:
  - Ligue 1: 2001–02, 2002–03
  - Francia szuperkupa: 2003
  - Francia ligakupa: 2000–01
- PSV Eindhoven:
  - Holland szuperkupa: 2009
- Sochaux-Montbéliard:
  - Francia kupa : 2006–07

### Válogatott
- Franciaország
  - Konföderációs kupa: 2001